# CRTハウジング

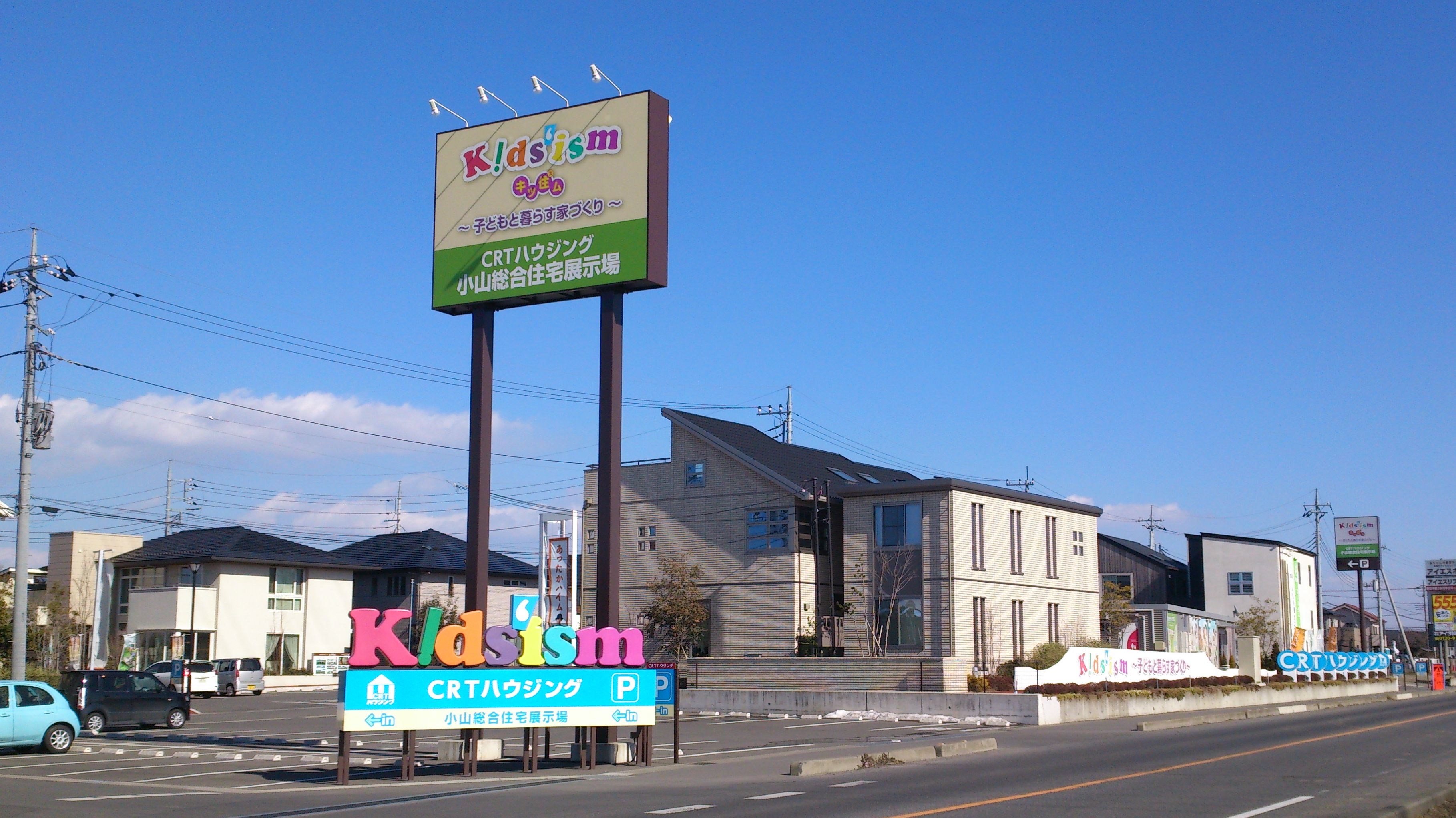
CRTハウジング小山総合住宅展示場「Kids'ism（キッ住ム）」

CRTハウジング総合住宅展示場（シーアールティーハウジングそうごうじゅうたくてんじじょう）は、県域AMラジオ局・栃木放送 (CRT) が主催する大型の住宅展示場。

## 概要
1982年、宇都宮市内に「宇都宮総合住宅展示場」2会場をオープンさせたのを皮切りに栃木県内で事業を展開、最大で8会場まで拡大した。2020年現在は、5つの展示場を運営している。
実際の企画・運営は住宅展示場業界最大手の株式会社ライダース・パブリシティが行っている。戸建て住宅の需要が多い北関東の地域性を背景に同展示場の集客力は全国上位であり、ライダース社も宇都宮支社を重要拠点に位置づけている。
地元紙・下野新聞社も1990年代に住宅展示場事業へ進出、CRTハウジングが出店していない今市市（現・日光市）や鹿沼市、真岡市などにオープンさせたが、CRTハウジングの圧倒的なシェアに太刀打ちできず、現在は宇都宮市南西部1か所のみに事業を縮小している。
TBSハウジングが2006年、宇都宮市内の大型ショッピングセンター隣接地2か所に相次いで進出したことで宇都宮地区の競争が激化。創業地の東会場と南会場が閉鎖に追い込まれた。
県南地区の小山会場は移転リニューアルを繰り返しているが、株式会社サンフジ企画が運営する「小山住宅公園」と熾烈な争いを強いられている。2011年9月、雨ヶ谷地区への移転を機に独自ブランド「Kids'ism（キッ住ム）」を導入、「子育て」をコンセプトにしたモデルハウスで統一した。足利会場は2012年9月、上渋垂町への移転オープン時に全モデルハウスをスマートハウス仕様に特化させることで両毛地区の他社との差別化を図っている。

## 事業者
- 主催：栃木放送
- 後援：栃木県住宅協会、下野新聞社、住宅金融支援機構（旧住宅金融公庫）
- 企画・運営：株式会社ライダース・パブリシティ

## 展開
2024年現在は栃木県内に4か所の展示場を展開している（詳細はライダース・パブリシティ (e-a-site.com) の「栃木県の住宅展示場」を参照）。
※（　）内は、所在地の変遷。
- 宇都宮総合住宅展示場西会場 / 宇都宮市細谷町753-3（鶴田町→現在地）

23棟のモデルハウスを有する、同ハウジング最大規模の総合住宅展示場
- 足利50号会場 / 足利市上渋垂町905-1（福居町→現在地）※全モデルハウスがスマートハウス

全てのモデルハウスがスマートハウス仕様となっている
- 佐野総合住宅展示場 / 佐野市佐野新都市61街区（浅沼町→現在地）

人口増加地区「佐野新都市」の中心部にある、中規模の総合住宅展示場
- 那須塩原総合住宅展示場 / 那須塩原市三島1-39

栃木県北地区唯一の総合住宅展示場、旧名称は「西那須野総合住宅展示場」
閉鎖
- 黒磯総合住宅展示場（黒磯市〈現・那須塩原市〉共墾社）
- 宇都宮総合住宅展示場東会場（宇都宮市元今泉七丁目）
- 宇都宮総合住宅展示場南会場（下野市下古山）
- 小山総合住宅展示場「Kids'ism」(小山市城北→小山駅東口→西城南→東城南四丁目→雨ケ谷)2024年5月閉鎖

## CMを放送している放送局
2017年現在、主催する栃木放送のラジオではスポットCMを放送。
1999年頃には開局間もないとちぎテレビにてテレビCMを放送していた。一度は撤退したが、CRTが同テレビの子会社になった後、平日夜のニュースなどでコーナー提供をしている。
CMでは地元の広告代理店が作成したオリジナルソングが使われており、現在のバージョンは2代目となる。